# NGC 3907A
NGC 3907 (NGC 3907A) je eliptična galaktika u zviježđu Djevici. 

## Vanjske poveznice
- (eng.) SEDS: NGC 3907
- (eng.) Revidirani Novi opći katalog
- (eng.) Izvangalaktička baza podataka NASA-e i IPAC-a
- (eng.) Astronomska baza podataka SIMBAD
- (eng.) VizieR